# Championnat d'Espagne de football 1961-1962
Navigation
Primera División 1960-61 Primera División 1962-63
Le championnat d'Espagne de football 1961-1962 est la 31e édition du championnat de Primera División. Elle est remportée par le Real Madrid qui conserve son titre. Organisée par la Fédération espagnole de football, elle se dispute du 2 septembre 1961 au 1er avril 1962.
Le club madrilène l'emporte avec trois points d'avance sur le CF Barcelone et sept sur troisième, l'Atlético Madrid. C'est le huitième titre des « Merengues » en championnat qui réalise le doublé en remportant la Coupe d'Espagne.
Le système de promotion/relégation ne change pas : descente et montée automatique pour les deux derniers de division 1 et les deux premiers des deux groupes de deuxième division, barrages de promotion pour les treizième et quatorzième de division 1 et les deuxième des deux groupes de division 2. En fin de saison, la Real Sociedad et le CD Tenerife sont relégués en deuxième division tout comme l'Espanyol Barcelone et le Racing Santander, eux deux après barrages. Ils sont remplacés la saison suivante par le Deportivo La Corogne, le Córdoba CF, le Real Valladolid et le CD Málaga.
L'attaquant péruvien Juan Seminario, du Real Saragosse, termine meilleur buteur du championnat avec 25 réalisations.

## Règlement de la compétition
Le championnat de Primera División est organisé par la Fédération espagnole de football, il se déroule du 2 septembre 1961 au 1er avril 1962.
Il se dispute en une poule unique de 16 équipes qui s'affrontent à deux reprises, une fois à domicile et une fois à l'extérieur. L'ordre des matchs est déterminé par un tirage au sort avant le début de la compétition.
Le classement final est établi en fonction des points gagnés par chaque équipe lors de chaque rencontre : deux points pour une victoire, un pour un match nul et aucun en cas de défaite. En cas d'égalité de points entre deux ou plusieurs de clubs en fin de championnat, le classement se fait à la différence de buts. L'équipe possédant le plus de points à la fin de la compétition est proclamée championne. En fin de saison, les deux derniers du championnat sont relégués en Segunda División et remplacés par les deux premiers des deux groupes de ce championnat. Des barrages de promotion sont disputés entre les treizième et quatorzième de division 1 et les deuxième des deux groupes de division 2.

## Équipes participantes
Cette saison de championnat se dispute à 16 équipes. Club Deportivo Tenerife dispute sa première saison en Primera División. À partir de cette saison, le stade Heliópolis, du Real Betis Balompié, est renommé Benito Villamarín.
| \| A. Bilbao Atlético Madrid CF Barcelone Séville CF Real Madrid Espanyol Valence CF Real Sociedad Real Oviedo Betis Balompié Real Saragosse Elche CF RCD Majorque Real Santander CA Osasuna CD Tenerife \| Localisation des clubs engagés dans le championnat. |
| A. Bilbao Atlético Madrid CF Barcelone Séville CF Real Madrid Espanyol Valence CF Real Sociedad Real Oviedo Betis Balompié Real Saragosse Elche CF RCD Majorque Real Santander CA Osasuna CD Tenerife                                                           |

| Clubs              | Ville             | Stade                     | Capacité |
| ------------------ | ----------------- | ------------------------- | -------- |
| Atlético Bilbao    | Bilbao            | San Mamés                 | 41 400   |
| Atlético Madrid    | Madrid            | Metropolitano             | 58 000   |
| CF Barcelone       | Barcelone         | Camp Nou                  | 83 868   |
| Betis Balompié     | Séville           | Benito Villamarín         | 16 060   |
| Espanyol Barcelone | Barcelone         | Sarriá                    | 38 295   |
| Elche CF           | Elche             | Altabix (es)              | 12 000   |
| RCD Majorque       | Palma de Majorque | Lluís Sitjar              | 14 600   |
| Real Madrid        | Madrid            | Santiago Bernabéu         | 90 123   |
| CA Osasuna         | Pampelune         | San Juan                  | 14 400   |
| Real Oviedo        | Oviedo            | Carlos-Tartiere           | 20 000   |
| Real Santander     | Santander         | El Sardinero              | 18 500   |
| Real Saragosse     | Saragosse         | La Romareda               | 32 416   |
| Real Sociedad      | Saint-Sébastien   | Atocha                    | 21 650   |
| Séville CF         | Séville           | Ramón Sánchez-Pizjuán     | 46 000   |
| CD Tenerife        | Tenerife          | Heliodoro-Rodríguez-López | 10 000   |
| Valence CF         | Valence           | Mestalla                  | 53 190   |

## Classement
| Rang | Équipe              | Pts | J  | G  | N  | P  | Bp | Bc | Diff |
| ---- | ------------------- | --- | -- | -- | -- | -- | -- | -- | ---- |
| 1    | Real Madrid T C     | 43  | 30 | 19 | 5  | 6  | 58 | 24 | +34  |
| 2    | CF Barcelone        | 40  | 30 | 18 | 4  | 8  | 81 | 46 | +35  |
| 3    | Atlético Madrid C2  | 36  | 30 | 15 | 6  | 9  | 50 | 36 | +14  |
| 4    | Real Saragosse      | 35  | 30 | 15 | 5  | 10 | 70 | 51 | +19  |
| 5    | Atlético Bilbao     | 32  | 30 | 12 | 8  | 10 | 52 | 38 | +14  |
| 6    | Séville CF          | 31  | 30 | 12 | 7  | 11 | 48 | 45 | +3   |
| 7    | Valence CF          | 31  | 30 | 12 | 7  | 11 | 50 | 50 | 0    |
| 8    | Elche CF            | 29  | 30 | 10 | 9  | 11 | 52 | 52 | 0    |
| 9    | Real Betis Balompié | 28  | 30 | 10 | 8  | 12 | 39 | 51 | -12  |
| 10   | Real Oviedo         | 27  | 30 | 10 | 7  | 13 | 27 | 47 | -20  |
| 11   | RCD Majorque        | 27  | 30 | 11 | 5  | 14 | 30 | 47 | -17  |
| 12   | Osasuna Pampelune P | 27  | 30 | 10 | 7  | 13 | 54 | 59 | -5   |
| 13   | Espanyol Barcelone  | 26  | 30 | 8  | 10 | 12 | 45 | 55 | -10  |
| 14   | Racing Santander    | 26  | 30 | 11 | 4  | 15 | 35 | 54 | -19  |
| 15   | Real Sociedad       | 23  | 30 | 9  | 5  | 16 | 37 | 49 | -12  |
| 16   | CD Tenerife P       | 19  | 30 | 6  | 7  | 17 | 33 | 57 | -24  |

- Champion, qualification pour la Coupe des clubs champions 1962-1963 en tant que champion
- Qualification pour la Coupe des vainqueurs de coupe de football 1962-1963 en tant que finaliste de la Coupe d'Espagne (Séville CF) et en tant que tenant du titre (Atlético Madrid)
- Qualification pour la Coupe des villes de foires 1962-1963
- Barrages
- Relégation en Segunda División

Barrages de promotion
Les barrages opposent en matchs aller-retour Espanyol Barcelone et Real Valladolid, deuxième du groupe 1 de division 2 et, Racing Santander et CD Málaga, deuxième du groupe 2 de division 2.
| Équipe 1           | Résultat | Équipe 2         | Aller | Retour |
| ------------------ | -------- | ---------------- | ----- | ------ |
| Espanyol Barcelone | 1-2      | Real Valladolid  | 1-0   | 0-2    |
| CD Málaga          | 3-1      | Racing Santander | 3-0   | 0-1    |

Le Real Valladolid et le CD Málaga accèdent au terme des rencontres de barrage en Primera División.

## Bilan de la saison
| Championnat d'Espagne de football 1961-1962 |                        |
| Champion                                    | Real Madrid (8e titre) |
| Dauphin                                     | CF Barcelone           |
| Coupes et trophées                          |                        |
| Vainqueur de la Coupe d'Espagne 1961-1962   | Real Madrid            |
| Promotions et relégations                   |                        |
| Promus en Primera División                  | Deportivo La Corogne   |
| Promus en Primera División                  | Córdoba CF             |
| Promus en Primera División                  | Real Valladolid        |
| Promus en Primera División                  | CD Málaga              |
| Relégués en Segunda División                | Espanyol Barcelone     |
| Relégués en Segunda División                | Racing Santander       |
| Relégués en Segunda División                | Real Sociedad          |
| Relégués en Segunda División                | CD Tenerife            |